# Don Wise

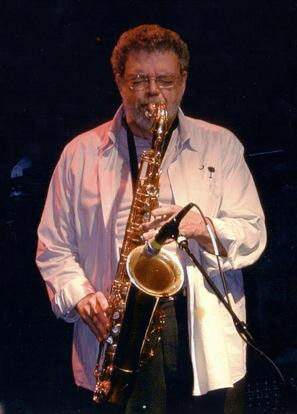
Don Wise während eines Konzerts in Notodden, Norwegen, 2005

Donald Grover „Don“ Wise (* 24. März 1942 in Westerly, Rhode Island; † 1. März 2024 in Knoxville, Tennessee) war ein US-amerikanischer Tenorsaxophonist, Klarinettist, Songwriter und Musikproduzent. Größere Aufmerksamkeit erlangte er als kongenialer Sideman des Singer-Songwriters und 4-fachen Grammy-Gewinners Delbert McClinton aus Lubbock (Texas), in dessen Band er dreiundzwanzig Jahre Mitglied, und an dessen Erfolgen er maßgeblich beteiligt war. Seit den frühen 1960er Jahren entwickelte er sich zu einem gefragten Rhythm and Blues und Soul-Saxophonisten und spielte in seiner über 50-jährigen Musikerkarriere mit vielen Stars und Größen der Szene, unter anderem Huey Lewis, Taj Mahal, Willie Nelson und Ray Charles. Wise veröffentlichte vier Solo-CDs. Im Jahr 2008 zog er sich offiziell aus dem Musikgeschäft zurück, um sich mehr seinem Privatleben widmen zu können. Zu seinen Leidenschaften zählten neben der Musik die Gartenarbeit, das Kochen und die Malerei.
Wise war verheiratet und lebte mit seiner Familie bis zu seinem Tod in Knoxville (Tennessee), USA.

## Musikalische Karriere
Zu Beginn seines musikalischen Lebenswegs lernte Wise Klarinette spielen. Im Alter von 12 Jahren wechselte er zum Saxophon, anfangs auf ein Altsaxophon, ein Jahr später zum Tenorsaxophon. Er war inspiriert vom Blues und Rock ’n’ Roll der 50er Jahre, spielte gleichwohl auch Country-Musik, Swing und Big-Band-Musik. Er schloss sich 1957 seiner ersten Band an, den Rhythm Rockers. Nach eigenen Angaben standen bei seinem musikalischen Werdegang die Einflüsse von Musikern wie Red Prysock, Sam „The Man“ Taylor, Earl Bostic, David „Fathead“ Newman, King Curtis, Sam Butera und Junior Walker im Vordergrund, Grundlage für seinen späteren hohen Wiedererkennungswert hinsichtlich Ton, Klangbildung und Spieltechnik.

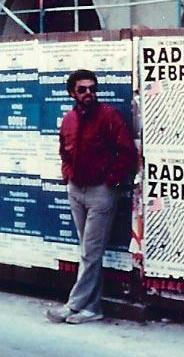
Don Wise, Deutschland, November 1984

Dies machte Wise neben seiner stilistischen Vielfalt über die Jahre hinweg zu einem gefragten Session-Musiker. Er tourte lange Zeit mit verschiedenen Bands durch die USA, in den 70er und 80er Jahren häufig durch West-Texas, und spielte mit Stars wie Jeffrey Osborne, Ruben Ramos, Chuck Jackson, Maxine Brown, Taj Mahal, Willie Nelson, Marcia Ball, Rickey Godfrey, Jimmie Dale Gilmore, Tower of Power, Huey Lewis, Hal Ketchum, Teresa James und Joe Ely. Er spielte 1989 als Mitglied der Allstar-Band neben einem guten Dutzend Superstars des R&B, unter anderem Albert Collins, Dr. John, Billy Preston, Willie Dixon, Percy Sledge, Carla Thomas, Bo Diddley und Stevie Ray Vaughan, auf dem Inaugural-Concert zur Präsidentschaftswahl von George H. W. Bush. Ein weiterer Meilenstein war die Einladung von Ray Charles zu einem gemeinsamen landesweit ausgestrahlten TV-Konzert zur ESPYs in New York City, 1997.
Während der Aufnahme-Sessions 1985 mit einer texanischen Rockband, Radio Zebra, mit der er sich noch einige Wochen zuvor auf vierwöchiger Deutschland-Tournee befunden hatte, bekam er von Delbert McClinton das unerwartete Angebot, den Platz als Saxophonist in seiner Band zu übernehmen. Wise ergriff die Gelegenheit, blieb 23 Jahre lang eine zentrale Stütze der Gruppe und hatte maßgeblichen Anteil am Erfolg des Singer-Songwriters aus Lubbock. Unter anderem war er als Instrumentalist und Co-Produzent für McClinton's Grammy nominiertes Album Live from Austin aus dem Jahr 1989 verantwortlich und war Musiker auf Cost of Living 2005, das schließlich den Grammy gewann. Auch in Europa, insbesondere Skandinavien, wuchs eine große Fangemeinde heran, was immer wieder zu längeren Aufenthalten außerhalb der USA führte und auch Wise' Bekanntheitsgrad steigerte.
Wise wurden verschiedene Ehrungen zuteil, und er wurde in John Laughter’s Standardwerk, Contemporary Saxophone, mit vier Solobeiträgen ausführlich gewürdigt. Auch die Kritiken in Fachzeitschriften und Musikermagazinen waren durchweg positiv. Dies führte 1997 dazu, dass er sich an die Produktion einer Solo-CD machte, der in den kommenden acht Jahren noch drei weitere folgen sollten, bis sie seinen Ansprüchen voll und ganz genügten. Von den Kritikern allesamt hochgelobt, nahmen daran Kollegen wie Delbert McClinton, Marcia Ball, Big Joe Maher, Gary Bunton, Britt Johansen, Robin Griffin, Bugs Henderson, Teresa James und Steve Williams teil. Steter Bezugspunkt war auch sein Freund und Co-Produzent Wally Moyers, in dessen Studio 84 in Lubbock viele der Aufnahmen entstanden. Wise trat hierbei auch als Komponist, Texter und Sänger in Erscheinung.
Im Jahr 2008 verließ Wise nach einer erfolgreichen Tour durch Finnland und Norwegen, insbesondere auch wegen der mittlerweile jahrzehntelangen Tournee-Strapazen, die Band von Delbert McClinton, um sich künftig mehr seiner Familie und seinen Hobbys zu widmen. Hin und wieder spielte er danach als Gastmusiker mit verschiedenen Künstlern, unter anderem mit der Band Mingo Fishtrap aus Austin (Texas), oder anlässlich Delbert McClintons jährlichem Sandy Beaches Cruise. Im Jahr 2021 wurde Wise in die Westerly High Music Hall of Fame aufgenommen.

## Instrumente

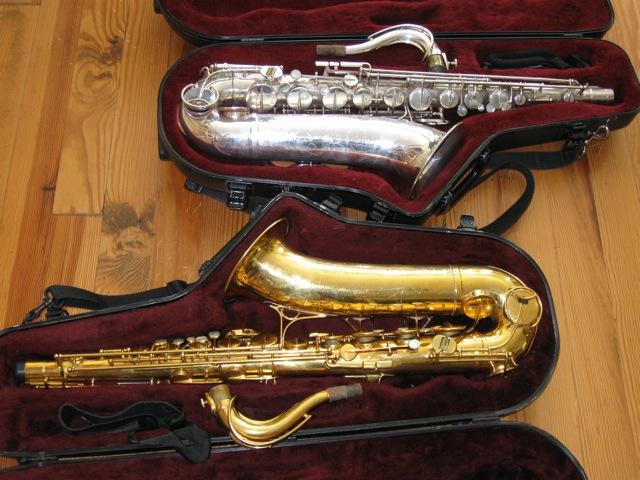
"The Martin Tenor" Saxophone von Don Wise

Wise spielte seit vielen Jahren ein “The Martin Tenor” Baujahr 1951 mit Otto Link 7S, metall Otto Link Mundstück (angepasst von „Doc“ Tenney in Cedar Falls, Iowa). Darüber hinaus besaß er ein weiteres, silbernes Martin Tenorsaxophon aus dem Jahr 1947, das er vor einigen Jahren im Tausch gegen ein schwarzes Keilwerth mit goldenen Klappen erworben hatte, sowie ein Martin Altsaxophon und ein Conn Sopransaxophon.

## Auszeichnungen
- Saxophone Player of the Year - im Jahr 1980 gewählt von der Oklahoma Country Music Association[14]
- Cammy Award - Best Instrumentalist 2002, Beach Music Association[15]
- Mitglied der Westerly High Music Hall of Fame, 2021

## Diskografie
Auszugsweise Produktionen, an denen Wise als Saxophonist, Produzent, Komponist und/oder Texter mitgewirkt hat:

### Solo-CDs
Erschienen auf dem Label Horn O' Copia Recordings.
- 1997 In wise hands
- 2000 In the verge of survival[18]
- 2002 Genuine snake[19]
- 2005 Swingin' up a storm[20]

### Sideman, Session-/Gastmusiker
- 1981 Warhorse Band: Live in Lubbock
- 1985 Radio Zebra: Different stripes for different types
- 1988 Bugs Henderson & The Shuffle Kings: American Music
- 1989 Delbert McClinton: Live from Austin
- 1990 Genuine Houserockin' Music, Vol. 4
- 1991 The Best of Mountain Stage Live, Vol. 2
- 1992 Hot Rhythm & Cool Blues - Texas Style
- 1993 Bugs Henderson: Years in the jungle
- 1997 Delbert McClinton: One of the Fortunate Few
- 1998 Big Blues Extravaganza!: The Best of Austin City Limits
- 1998 Bugs Henderson & The Shuffle Kings: Have Blues...Must Rock
- 2000 Kevin McKendree: Miss Laura's Kitchen
- 2001 All Aboard: The Beach Boogie Train, Vol. 3
- 2001 The Delta Riders: Kickin' up Dust
- 2002 Delbert McClinton: Room to Breathe
- 2002 Todd Sharp: Walking All the Way
- 2003 Johnny Flash & The Rockets: I Hear My Baby Knocking
- 2003 Paul Craver: Let the Music Play
- 2003 Delbert McClinton: Live
- 2003 Bugs Henderson & The Shuffle Kings: We're a Texas Band - Live in Germany
- 2005 Delbert McClinton: Cost of living
- 2005 Teresa James: Rhythm Method
- 2008 Rob Roy Parnell: Let's Start Something
- 2010 Rickey Godfrey: Nasty Man
- 2012 Topcat Records 20th Anniversary Extravaganza